# Magnieu
Magnieu is een gemeente in het Franse departement Ain (regio Auvergne-Rhône-Alpes). Op 1 januari 2019 werd de gemeente uitgebreid met de per die datum opgeheven gemeente Saint-Champ. Magnieu telde op 1 januari 2022 651 inwoners.

## Geografie
De oppervlakte van Magnieu bedroeg op 1 januari 2022 11,37 vierkante kilometer; de bevolkingsdichtheid was toen 57,3 inwoners per km².
De onderstaande kaart toont de ligging van Magnieu met de belangrijkste infrastructuur en aangrenzende gemeenten.

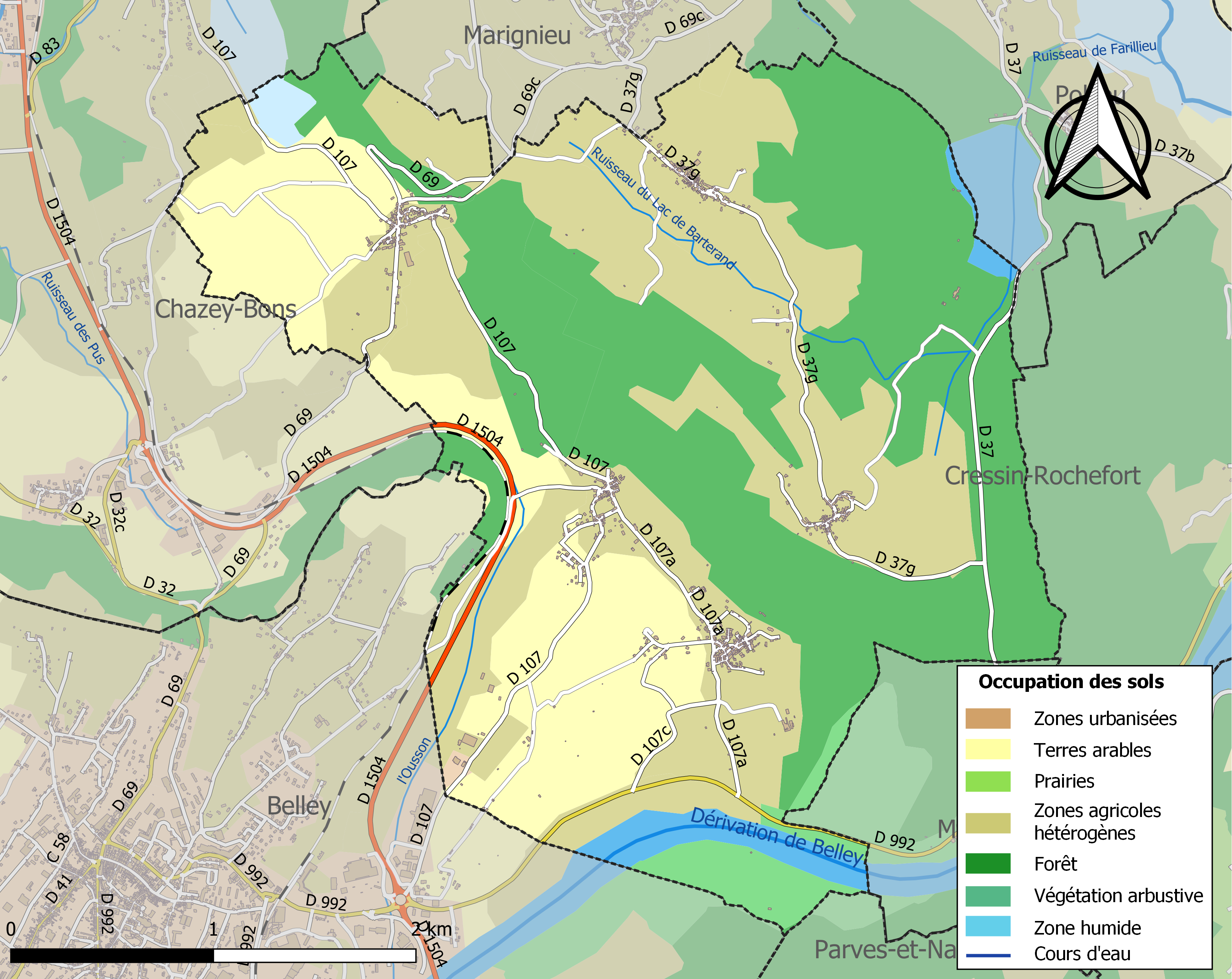

## Demografie
Onderstaande figuur toont het verloop van het inwoneraantal van Magnieu vanaf 1962. De cijfers zijn afkomstig van het Frans bureau voor statistiek en bevatten geen dubbel getelde personen (volgens de gehanteerde definitie population sans doubles comptes).
Vanwege een beveiligingsprobleem met de MediaWiki Graph-software is het momenteel niet mogelijk deze grafiek weer te geven. Zodra de software is bijgewerkt zal de grafiek vanzelf weer zichtbaar worden.